# Prix Väisälä
Pour les articles homonymes, voir Vaisala (homonymie).
Le prix Väisälä est un prix scientifique finlandais décerné par la Fondation Väisälä créée en 1964. Le prix en espèces de 15 000 € est décerné à 1 à 3 chercheurs distingués dans la phase active de leur carrière, représentant les domaines scientifiques représentés par Vilho Väisälä ou ses frères Yrjö Väisälä et Kalle Väisälä. Les domaines sont les mathématiques, la physique, la météorologie, la géophysique et l'astronomie.  

## Fonds Väisälä et subventions accordées par celui-ci
La Fondation Väisälä a été créée lorsque Vilho Väisälä a fait un don à l'Académie finlandaise des sciences en 1963 suivi d'un autre en 1964. Les quatre premiers lauréats de la fondation ont reçu une subvention de 6 000 FIM, octroyée en 1964. La subvention octroyée dans les années 1970 a augmenté à 7500 marks. Dans les années 90, l'attribution est d'un million de marks. À la fin des années 2010, près de 1,5 million d'euros de bourses ont été attribués chaque année et près d'une centaine de candidats ont reçu des bourses.  
Les subventions sont accordées pour des études doctorales d'une durée maximale d'un an à la fois et pour des visites de recherche à court terme de chercheurs. Le prix Väisälä a été créé en 2000 au sein du fonds Väisälä, qui peut être décerné chaque année à 1 à 3 chercheurs déjà dans la phase active de leur carrière et ayant déjà acquis des mérites. Depuis 2016, la Fondation est également impliquée dans l'accompagnement du travail international des doctorants à travers un groupement post doc conjoint des fondations.  

## Lauréats
Les lauréats du prix Väisalä sont :  
- 2000: Erkki Somersalo (fi) (mathématiques), Jari Turunen (fi) (physique) et Markku Lehtinen (géophysique)
- 2001: Pekka Koskela (fi) (mathématiques) et Erkki Thuneberg (physique)
- 2002: Tero Kilpeläinen (fi) (mathématiques) et Keijo Hämäläinen (fi) (physique)
- 2003: Jari Taskinen (mathématiques), Päivi Törmä (fi) (physique) et Timo Vesala (fi) (météorologie)
- 2004: Matti Lassas (fi) (mathématiques) et Martti Kauranen (physique)
- 2005: Juha Kinnunen (fi) (mathématiques) et Kalle-Antti Suominen (physique)
- 2006: Jarkko Kari (en) (mathématiques) et Kari Rummukainen (fi) (physique)
- 2007: Eero Saksman (mathématiques) et Kari J. Eskola (fi) (physique)
- 2008: Eero Hyry (fi) (mathématiques) et Edwin Kukk (physique expérimentale)
- 2009: Kaisa Miettinen (mathématiques) et Adam Foster (physique)
- 2010: Peter Hästö (fi) (mathématiques) et Janne Ruokolainen (physique)
- 2011: Xiao Zhong (fi) (mathématiques) et Mika Valden (physique)
- 2012: Marko Huhtanen (fi) (mathématiques) et Sebastiaan van Dijken (physique)
- 2013: Tuomas Hytönen (fi) (mathématiques) et Tuukka Petäjä (fi) (physique)
- 2014: Mikko Salo (fi) (mathématiques) et Paul Greenlees (physique)
- 2015: Risto Korhonen (fi) (mathématiques) et Mika Sillanpää (fi) (physique)
- 2016: Peter Liljeroth (physique), Kaisa Matomäki (mathématiques) et Minna Palmroth (en) (physique spatiale)
- 2017: Camilla Hollanti (fi) (mathématiques) et Sabrina Maniscalco (fi) (physique quantique)
- 2018: Otso Ovaskainen (fi) (mathématiques), Tero Heikkilä (fi) (physique théorique) et Jani Lukkarinen (physique mathématique)[3]
- 2019: Goëry Genty (optique) et Tuomo Kuusi (fi) (mathématiques) [4]
- 2020: Mikko Möttönen (physique quantique) et Tuomas Orponen (mathématiques)
- 2021: Emilia Kilpua (physique des plasmas) et Christian Webb (physique mathématique)